# マスターオブスキル
『マスターオブスキル 全職高手』（中: 全职高手）は中国のオンライン小説およびそれを原作としたWebアニメ、実写ドラマ。

## 概要
オンラインゲームのプロゲーマーを題材にしたオンライン小説。漫画、ゲーム、アニメ、映画、実写と幅広いメディアミックスを展開している。

## 日本における展開
原作小説の日本語版がリブレより4巻まで発刊しているが、以降は続刊されていない。2022年8月にKADOKAWAから新装版電子書籍1巻が発売された。アニメ版はシリーズ2期のみが日本語字幕版でWeTVで配信中。実写ドラマ版がネットフリックスで独占配信。グッズ展開ではグッドスマイルカンパニーから発売されるフィギュアシリーズ、ねんどろいどで葉修、黄少天が商品化されており、日本でも販売されている。以降も多数のキャラクターが商品化決定済み。

## あらすじ
世界中で大人気のオンラインゲーム、GLORY。大規模なプロリーグも開催しており多くの人気選手を生み出してきた。その中でも葉修は闘神と呼ばれるほどの天才選手である。しかし、所属しているチーム運営と決裂し、プロリーグから去ることとなる。葉修はプロに復帰するためレベル1プレイヤーとして一から返り咲こうとする。

## 登場人物
葉修（イエ・シュウ）
声 - 張傑、演 - 楊洋
男性 25歳 5月29日生まれ AB型 身長178cm
所属チーム:嘉世→興欣
ID 一葉之秋（ひとはのあき）→君莫笑（ジュンモーシャオ）
本編の主人公。グローリー歴10年のプロゲーマー。人気、実力ともにトップクラスの選手。しかし、商業活動は全て拒否しており、インタビューすら応じず界隈では素性を明かそうとしなかった。そのため、所属クラブ運営から商業的価値が無いと見做され引退に追い込まれる。その際にGLORYのIDカードも手放すこととなる。復帰を誓うも居場所を失い途方に暮れていたところ、偶然ネットカフェ興欣に立ち寄りオーナーの陳果と出会う。そこで夜勤スタッフとして住み込みで働きながらグローリーにレベル1プレイヤーとして復帰。以降、新たなプロチーム「興欣」を立ち上げることとなる。

## アニメ
2017年にテンセントビデオ、bilibiliにて全12話を配信。2018年には特別編が全3話配信。2020年に2期を配信。2019年8月には劇場版公開。1期は視美精典がアニメーション制作を担当していたが、特別編からカラード・ペンシル・アニメーションに代わり、それに伴いキャラクターデザインが一新されている。劇場版、シリーズ2期も同会社が制作を担う。YouTubeの騰訊視頻公式チャンネルで1期・2期が全話無料配信しているが、字幕は日本語非対応。

## 映画
本篇の前日譚を映画化。本編第1話の10年前から始まりラストで本篇第1話に繋がる構成となっている。
2019年中国で公開、2022年6月には日本語字幕版が少数の映画館で公開、2023年7月に吹替版が全国公開。

### キャスト
中国語/日本語吹替
- 葉修 - 阿傑/中村悠一
- 葉秋 - 張沛/立花慎之介
- 蘇沐秋 - 辺江/内田雄馬
- 蘇沐橙 - 西子/能登麻美子

- 呉雪 - 夏磊/安元洋貴
- 薛明凱 - 劉康/甲斐田晴 (にじさんじ)
- 殷雄 - 風袖/平川大輔
- 夏茗 - 張哲/大原さやか
- 泰天然 - 張思王之/下野紘
- 陶軒 - 文靖淵/三木眞一郎
- 呂良 - 郭浩然/杉田智和
- 郭明宇 - 陳錦聞/福山潤
- 張林 - 王翀/白石兼斗
- 王禹 - 張敬寧/黒木陽人
- 林雪原 - 順子/吉原光
- 温媛 - 依欣/劉セイラ
- 韓文清 - 宝木中陽/神尾晋一郎

## 実写ドラマ
Netflixで全40話が配信中。